# Bredstedt (Schiff)
Die Bredstedt (Kennung: BP 21) war ein von Warnemünde aus operierendes Küstenwachschiff vom Typ P 60 der Bundespolizei. Das Schiff hatte das Rufzeichen DLGZ und die IMO-Nr. 8986896. Die Bredstedt war ein Einzelschiff und wurde im November 2018 außer Dienst gestellt. Es wurde über die Vebeg zum Abwracken ausgeschrieben.
Das Schiff verfügte über zwei so genannte Rigid-Raider-Schlauchboote. Die Hubschrauberplattform diente zur Landung leichter Hubschrauber; es wurde jedoch kein Hubschrauber ständig mitgeführt.
Für die beiden in Warnemünde stationierten Schiffe Bredstedt und Eschwege gab es insgesamt acht Mannschaften von je 14 Beamten, um einen ununterbrochenen Einsatz der beiden Schiffe zu gewährleisten.
Am 15. November 2018 lief die Bredstedt zu einer letzten Seestreife von Warnemünde aus. Ziel war Neustadt in Holstein, wo sie bis zu ihrem Verkauf an eine Abwrackwerft festgemacht war.